# Збоинские
Збоинские (пол. Zboiński) — польский графский род герба Огончик.
Происходит из Куявской земли и восходит к половине XVII века. Фамилии этой Франциск-Ксаверий из-Кикола Збоинский (пол. Franciszek Ksawery Zboiński‎) пожалован в Графское достоинство грамотою Короля Прусского Фридриха-Вильгельма III, 1798 года июня 5 дня, с изменением и украшением прежнего фамильного герба, соответственно новому достоинству. Новопожалованный Граф Збоинский, Орденов Белаго Орла и Св. Станислава Кавалер, был после 1815 года Сенатором Воеводою Царства Польского.

## Описание герба
В щите овальном оправленном в серебро и накрытом графскою короною, в поле червлёном, стрела золотая, острием вверх, на золотой подкове. В короне две руки в латах, соединенны в плечах и держат подкову золотую. В опорах два великана в венках на голове и бедрах, опирающееся на палицы.
Герб графов Збоинских внесен в Часть 1 Гербовника дворянских родов Царства Польского, стр. 30.